# Балка Тритузна
Балка Тритузна — балка (річка) в Україні у Запорізькому й Солонянському районах Запорізької й Дніпропетровської областей. Права притока річки Тритузни (басейн Дніпра).

## Опис
Довжина балки приблизно 8,72 км, найкоротша відстань між витоком і гирлом — 8,34 км, коефіцієнт звивистості річки — 1,05. Формується декількома балками та загатами. На деяких ділянках балка пересихає.

## Розташування
Бере початок у селі Яворницьке. Тече переважно на північний захід через село Малозахарине і на північно-західній стороні від села Сонячне впадає в річку Тритузну, праву притоку річки Мокрої Сури.

## Цікаві факти
- Від витоку балки на південно-східній стороні на відстані приблизно 1,73 км пролягає автошлях Р73[3] (автомобільний шлях регіонального значення в Україні. Проходить територією Дніпропетровської та Запорізької областей. Автошлях починається біля села Дніпрові Хвилі, відгалужуючись від автошляху Н08. Закінчується у місті Нікополь на вулиці Патріотів України, приєднуючись до автошляху Н23 у районі села Придніпровське. Загальна довжина — 64,2 км.).
- У XX столітті на балці існували водосховище, молочно-тваринна ферма (МТФ), газгольдери та газові свердловини[2], а у XIX столітті — скотний двір та вітряний млин[1].